# Chalcides manueli
Chalcides manueli (сцинк Мануеля) — вид сцинкоподібних ящірок родини сцинкових (Scincidae). Ендемік Марокко.

## Поширення і екологія
Сцинки Мануеля мешкають на західному узбережжі Марокко та у західних передгір'ях Високого Атласа і Антиатласа, на південь до Сіді-Іфні. Вони живуть на піщаних і кам'янистих рівнинах, порослих аргановими деревами (Argania spinosa) та молочаєм. Живородні.

## Збереження
МСОП класифікує цей вид як вразливий. Chalcides guentheri загрожує знищення природного середовища.